# Reprezentacja Jordanii w piłce nożnej mężczyzn
Reprezentacja Jordanii w piłce nożnej – reprezentacja gra pod egidą Jordańskiego Związku Piłki Nożnej założonego w 1949. Członkiem FIFA została w 1949, AFC w 1974. Pierwszy raz zagrała w Pucharze Azji w 2004, gdy Jordańczycy dotarli do ćwierćfinału. W Mistrzostwach Świata nigdy nie uczestniczyła. Przez fanów nazywana jest Naszama.
Obecnie selekcjonerem kadry Jordanii jest Dżamal Abu Abed.

## Udział wMistrzostwach Świata
| 1930 | Nie brała udziału, (była brytyjskim protektoratem) | Nie brała udziału, (była brytyjskim protektoratem) |
| 1934 | Nie brała udziału, (była brytyjskim protektoratem) | Nie brała udziału, (była brytyjskim protektoratem) |
| 1938 | Nie brała udziału, (była brytyjskim protektoratem) | Nie brała udziału, (była brytyjskim protektoratem) |
| 1950 | Nie brała udziału                                  | Nie brała udziału                                  |
| 1954 | Nie brała udziału                                  | Nie brała udziału                                  |
| 1958 | Nie brała udziału                                  | Nie brała udziału                                  |
| 1962 | Nie brała udziału                                  | Nie brała udziału                                  |
| 1966 | Nie brała udziału                                  | Nie brała udziału                                  |
| 1970 | Nie brała udziału                                  | Nie brała udziału                                  |
| 1974 | Nie brała udziału                                  | Nie brała udziału                                  |
| 1978 | Nie brała udziału                                  | Nie brała udziału                                  |
| 1982 | Nie brała udziału                                  | Nie brała udziału                                  |
| 1986 | Nie zakwalifikowała się                            | Nie zakwalifikowała się                            |
| 1990 | Nie zakwalifikowała się                            | Nie zakwalifikowała się                            |
| 1994 | Nie zakwalifikowała się                            | Nie zakwalifikowała się                            |
| 1998 | Nie zakwalifikowała się                            | Nie zakwalifikowała się                            |
| 2002 | Nie zakwalifikowała się                            | Nie zakwalifikowała się                            |
| 2006 | Nie zakwalifikowała się                            | Nie zakwalifikowała się                            |
| 2010 | Nie zakwalifikowała się                            | Nie zakwalifikowała się                            |
| 2014 | Nie zakwalifikowała się                            | Nie zakwalifikowała się                            |
| 2018 | Nie zakwalifikowała się                            | Nie zakwalifikowała się                            |
| 2022 | Nie zakwalifikowała się                            | Nie zakwalifikowała się                            |
| 2026 | Awans                                              |                                                    |

## Udział wPucharze Azji
- 1956 – 1968 – Nie brała udziału (nie była członkiem AFC)
- 1972 – Nie zakwalifikowała się
- 1976 – 1980 – Nie brała udziału
- 1984 – 1988 – Nie zakwalifikowała się
- 1992 – Nie brała udziału
- 1996 – 2000 – Nie zakwalifikowała się
- 2004 – Ćwierćfinał
- 2007 – Nie zakwalifikowała się
- 2011 – Ćwierćfinał
- 2015 – Faza grupowa
- 2019 – 1/8 finału
- 2023 – II miejsce